# Ильичёв, Виктор Иванович
Виктор Иванович Ильичёв (25 августа 1932, п. Тихоново (ныне Владимирской области) — 1 сентября 1994, Владивосток) — советский и российский учёный в области гидрофизики, гидроакустики и океанологии, доктор физико-математических наук, профессор, академик Академии наук СССР (1981; с 1991 — Российской академии наук), вице-президент Академии наук СССР, председатель Президиума Дальневосточного отделения Академии наук.

## Биография
В 1955 году окончил радиофизический факультет Горьковского государственного университета. С 1955 по 1974 годы работал в Акустическом институте АН СССР. В 1965 году защитил кандидатскую диссертацию, в 1973 — докторскую. С 1974 по 1994 годы возглавлял Тихоокеанский океанологический институт ДВО РАН.
23 декабря 1976 года был избран членом-корреспондентом АН СССР по специальности «гидрология». 29 декабря 1981 года — академиком по специальности «океанология». С 1985 по 1990 годы был председателем Президиума Дальневосточного научного центра АН СССР. С 28 октября 1987 по 25 апреля 1990 года занимал должность вице-президента АН СССР.
Поддержал новое научное направление — теорию самоорганизации и саморегуляции природных систем D-SELF.
Был награждён орденом «Знак Почёта», орденом Трудового Красного Знамени.

## Вклад в науку
Автор 300 научных работ. Основная тематика работ — акустическая и гидродинамическая кавитация, гидрология моря и кавитационная прочность жидкости.

## Память
Постановлением Президиума Российской Академии наук № 303 от 23 ноября 1999 года имя Ильичёва было присвоено Тихоокеанскому океанологическому институту Дальневосточного отделения РАН. Также в институте был создан музей памяти Ильичёва. Помимо этого для учащихся Дальневосточного государственного технического университета была учреждена именная стипендия имени Ильичёва.
В Нижнем Новгороде в память о Ильичёве открыта мемориальная доска на здании Министерства образования и науки РФ.